# Лозумирська Жанна Євгенівна
Жа́нна Євге́нівна Лозуми́рська (* 1981) — українська плавчиня, переможниця та призерка першостей національного значення, учасниця літніх Олімпійських ігор в Сіднеї, майстер спорту України міжнародного класу.

## Життєпис
Народилася 1981 року в місті Києві.
1996 року на юніорському чемпіонаті Європи-1996 здобула срібну нагороду — на дистанції 100 м батерфляєм
1998 року дебютувала на дорослому міжнародному рівні, увійшла до основного складу української національної збірної. На чемпіонаті Європи на короткій воді в Шеффілді де в жіночому плаванні на 800 метрів вільним стилем посіла 12 місце.
У 2000 році виступила на чемпіонаті Європи з водних видів спорту в Гельсінкі і удостоїлася права захищати честь країни на літніх Олімпійських іграх в Сіднеї. У плаванні на 200 метрів батерфляєм не змогла пройти до півфінальної стадії, посівши 24 позицію. У програмі естафети 4×200 метрів вільним стилем стартувала з Оленою Лапуновою, Надією Бешевлі і Альбіною Бордуновою, в кваліфікаційному запливі українки були дискваліфіковані.
Після завершення спортивної кар'єри займалася тренерською діяльністю. Працювала тренером з плавання в київському басейні ЦСКА та ШВСМ.